# دون ياربروف
دون ياربروف (بالإنجليزية: Don Yarbrough)‏ هو قاضي ومحامي أمريكي، ولد في 5 أغسطس 1941.